# Borovice ježatá

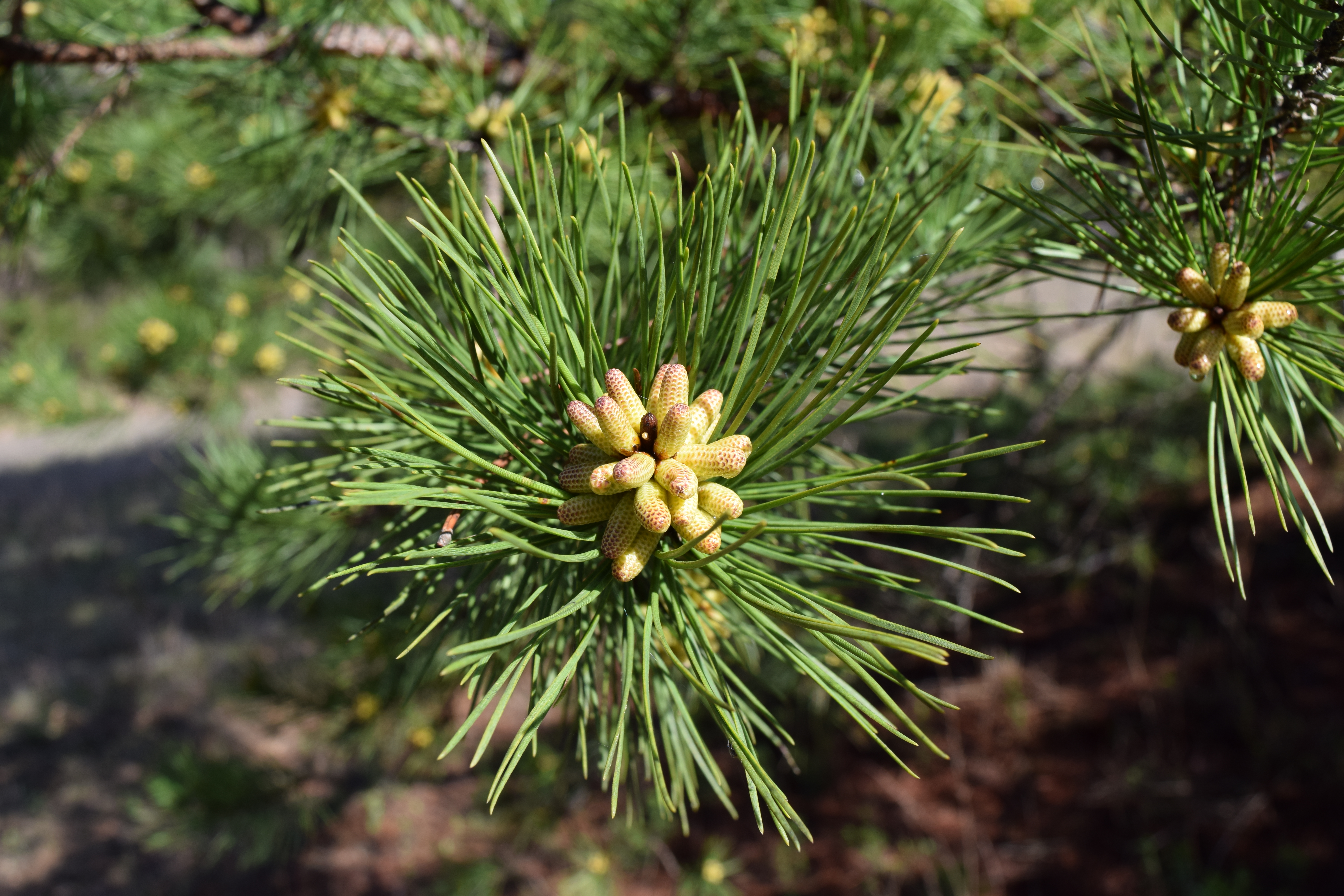
Samčí šištice

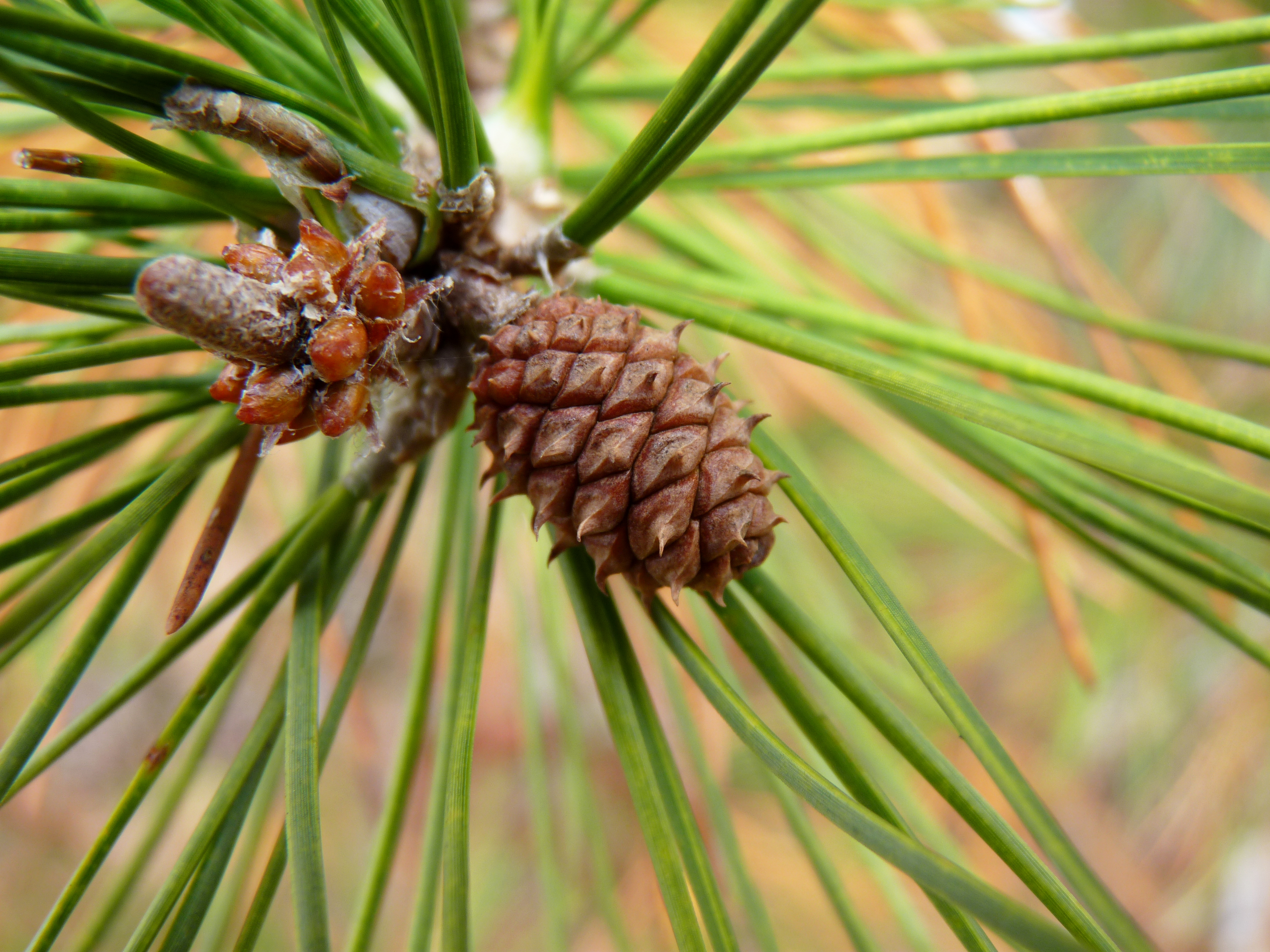
Samičí šištice

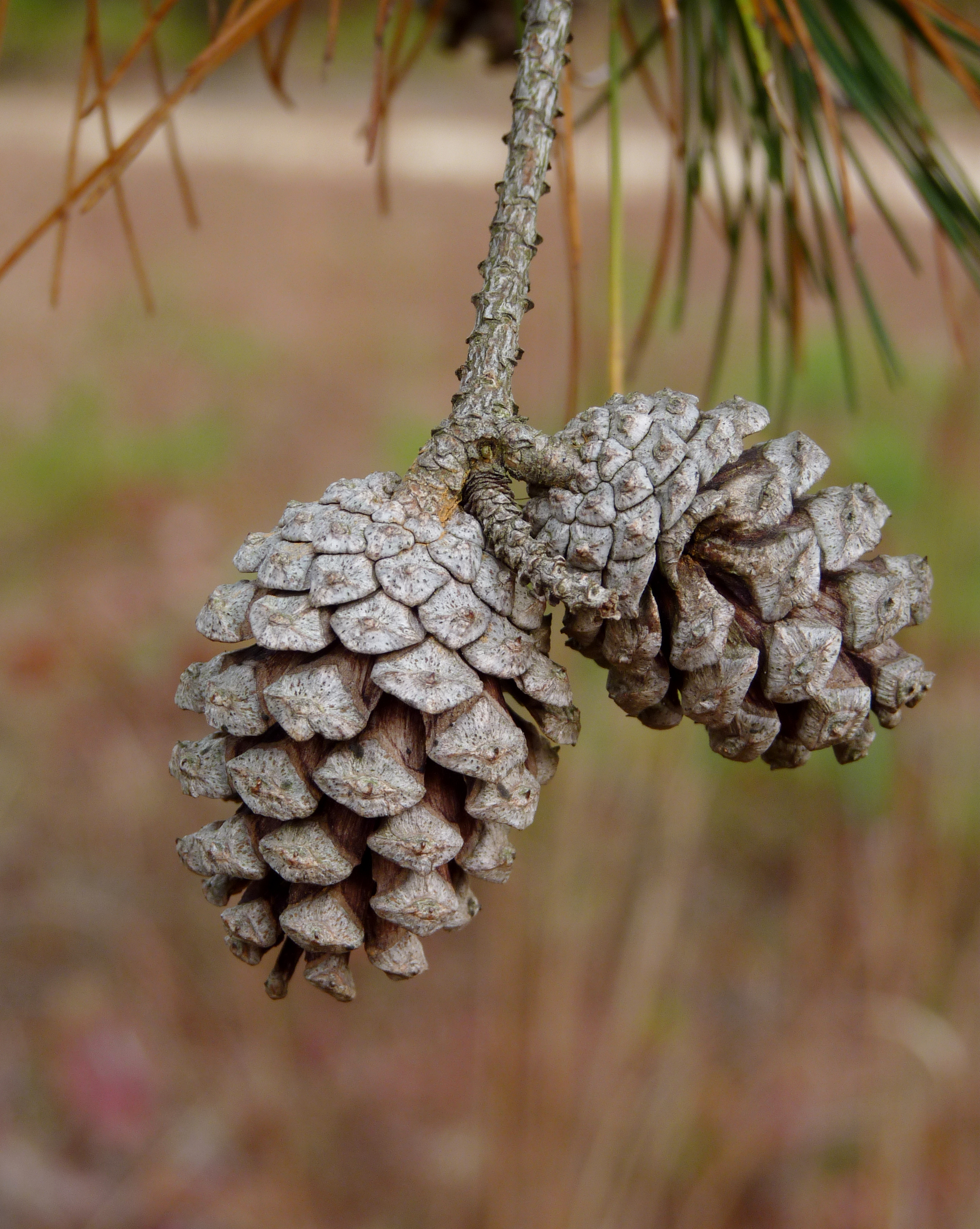
Staré šišky

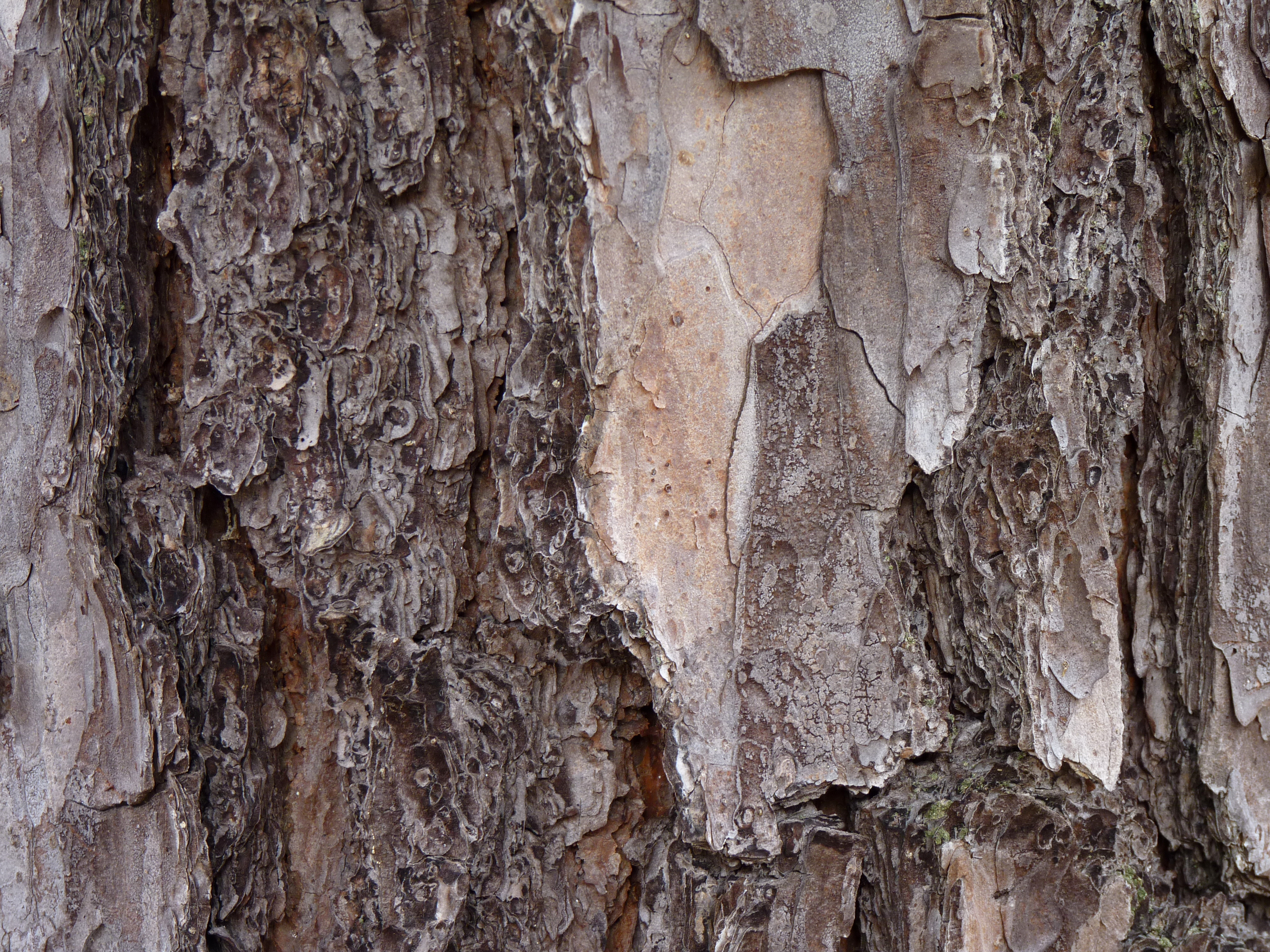
Kmen staršího stromu

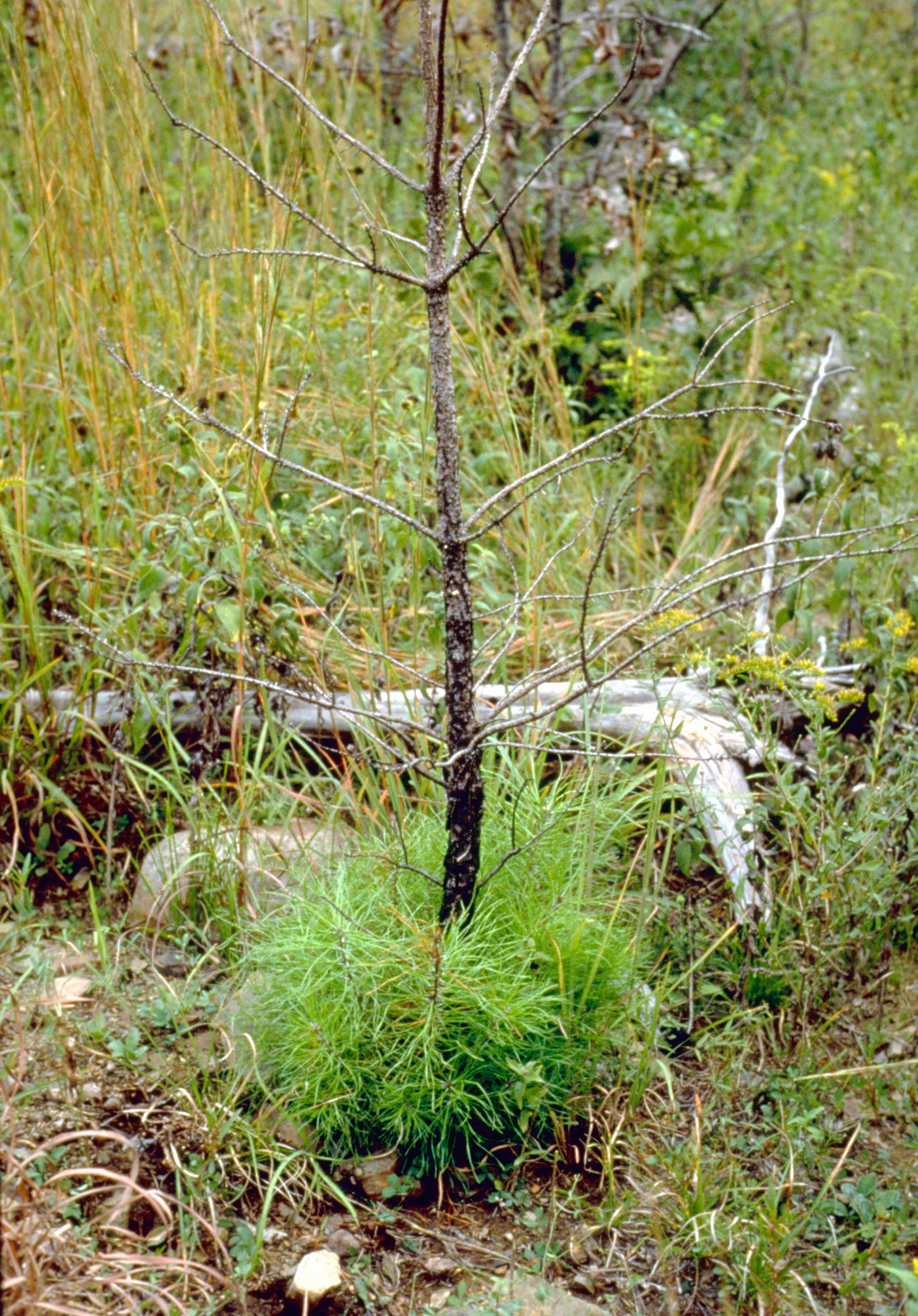
Nový jedinec rašící po požáru

Borovice ježatá (Pinus echinata) je statný jednodomý jehličnatý strom, dorůstající do výšky 30 až 40 m, původem z východu Spojených států amerických. Roste poměrně rychle, je spolehlivým zdrojem kvalitního dřeva a bývá hojně využívána pro zalesňování nových i opuštěných lesních ploch.

## Rozšíření
Druh patří mezi nejrozšířenější borovice na východě Spojených států, kde přirozeně roste asi na 1 140 000 km², většinou se vyskytuje na málo úživné, špatně provzdušněné půdě. Borovice ježatá je původní druh ve dvaačtyřiceti státech. Vyskytuje se na území ohraničeném na severu státy New York, New Jersey, Pensylvánie, Ohio, Illinois a Missouri, na jihu státy Florida, Alabama, Mississippi, Louisiana a Texas, procentuálně je nejvíce rozšířena v Arkansasu.
Mimo svůj přirozený areál je borovice ježatá lesnicky kultivována např. v Číně, kde se vysazuje na velkých plochách. V České republice se tento druh pravděpodobně nevyskytuje.

## Ekologie
Dřevina je poměrně nenáročná na teplotu a vlhkost, naopak nadměrné množství vláhy zapříčiňuje hnilobu kořenů. Roste v areálu, kde jsou roční dešťové srážky od 1020 mm po 1520 mm, sněhové dosahují v průměru méně než 400 mm, ale ve vyšších horských polohách mohou být i dvojnásobné. Průměrné roční teploty se pohybují od 9 °C na severu v  New Jersey po 21 °C na jihovýchodě Texasu. Roste v nadmořské výšce téměř od hladiny moře po výšku 900 m n. m. v Appalačském pohoří, snáší pokles teploty pod -20 °C. Na velmi mělkých, skalnatých půdách, na náhorních plošinách nebo místech ve srážkovém stínu vyrůstá obvykle do výše jen 20 m.
Kvůli své nesnášenlivosti vůči stínu běžně roste v porostech stejného věku. Nejčastěji se vyskytuje na půdách (utisolech), které vznikaly ve vlhkém podnebí a mají během roku jen málo nebo krátká období sucha. Bývají průběžně vlhké a v podpovrchových vrstvách jsou relativně chudé na organickou hmotu. Dřevina jen málo přirůstá na půdách s vysokým obsahem vápníku i nadměrnou drenáží, obdobně také kyselé deště zpomalují její růst.
Roste v porostech současně s dřevinami borovice kadidlová, borovice pichlavá, dub šarlatový, dub černý, dub vrbolistý, tupela lesní, ambroň západní, kysloun stromový, javor červený a další. Mezi běžné podrostové dřeviny patří dřín květnatý, tomel viržinský, jalovec viržinský a jiné. Občas bývají stromy napadány lýkohubem Dendroctonus frontalis či Dendroctonus terebrans nebo lýkožroutem Ips spp.
Borovice ježatá je jednodomá dřevina, jejíž samčí i samičí šištice jsou schopné opylení od konce března do konce dubna, u stromů rostoucích mimo uzavřený prostor lesa to bývá o dva týdny dříve. Semena v šiškách dozrávají koncem léta nebo začátkem podzimu následného roku. Stromy tvoří semena obvykle až ve věku dvaceti let, ojediněle se objevují již v deseti létech. Hodně semen obvykle plodí strom teprve v době, když jeho kmen dosáhne průměru 30 cm. Nejvyšší známý jedinec byl v roce 2011 vysoký 45,5 m, nejstarší jedinec dosáhl v roce 2007 věku 324 let.

## Popis
Strom dorůstající do výše 30 až 40 m s rovným kmenem o výčetní tloušťce 90 až 120 cm a zaoblenou až kuželovitou korunou, která se s věkem rozšiřuje. Kmen má kůru červenohnědou, šupinatou, později rozbrázděnou na pláty se stopami pryskyřice. Větve jsou vystoupavé, hrubé, do široka rozložené, kůru mají v mládí zbarvenou zelenohnědě až červenohnědě a později se stává šedou, popraskanou a drsnou. Zimní pupeny jsou červenohnědé, vejčité nebo válcovité, pryskyřičné, 0,5 až 1 cm velké. Z vytrvalých pochev, dlouhých od 0,5 do 1,5 cm, vyrůstají společně dvě až tři jehlice dlouhé 6 až 12 cm a široké 1 mm. Jsou šedě žlutozelené, mírně zkroucené, okraje mají jemně pilovité a vrchol ostře zašpičatělý, na všech plochách mají světlé čáry s průduchy, vytrvávají na stromě po dobu tří až pěti let. Kořenový systém je oproti jiným borovicím mohutnější, střední kůlovitý kořen je dlouhý.
Samčí šištice vyrůstají nejčastěji na postranních větvích ve spodní části koruny, většinou u báze jednoletých větviček. Jejich květenství jehnědy, dlouhé od 1,5 do 5 cm, jsou uspořádané v klasovitých shlucích, zpočátku jsou zelené, žluté nebo červenofialové, v době uvolňování pylu získávají světle hnědou barvu. Samičí šištice jsou vzpřímené, vyrůstají jednotlivě nebo řidčeji ve svazečcích, v době opylení jsou zelené nebo načervenalé až fialové a od 1 do 4 cm dlouhé. Po opylení vajíček se jejich měkké šupiny uzavřou a začíná pomalý vývoj semen, který je ukončen až následného roku. Zdřevnatělé, vejčitě konické šišky dlouhé 4 až 6 cm se tehdy otevrou a vypustí elipsoidní, šedá či téměř černá, 6 mm dlouhá semena s křídlem velkým asi 14 mm. Šiška obsahuje od 25 do 38 semen, nadprůměrná úroda semen bývá co tři či šest let. Prázdné šišky zůstávají na stromě ještě několik roků.
Semena jsou šířena větrem, většina jich vypadne do nevelké vzdálenosti. Při studii bylo změřeno, že ze skupiny stromů vysokých 21 m jich poloviny spadla do vzdálenosti 20 m a 85 % do vzdálenosti 50 m. Asi 70 % semen vypadne do jednoho měsíce a 90 % do dvou měsíců po dozrání, některá semena zůstávají v šiškách ještě dále, až do dubna. Vypadaná semena klíčí až po zimní stratifikaci na jaře následného roku.

## Využití
Borovice ježatá je významným obchodním druhem, hlavně na jihovýchodě Spojených států. Je těžena z přirozených porostů i vysazených plantáží. Dřevo se používá jako stavební materiál, na řezivo, železniční pražce, nábytek, vnitřní stavební obklady, vyrábí se z něj překližky a dýhy, zhotovují se sudy, přepravní kontejnery a hodně se využívá na buničinu pro výrobu papírů.
Dřevo stromu je těžké, kvalitní, pevné a trvanlivé, má oranžové až žlutohnědé jádro a krémově žlutou běl. V okrasném zahradnictví se tyto stromy téměř nevyužívají. Semena jsou potravou pro ptáky a drobné savce, veverky otevírají šišky ještě před uzráním semen. Druh hybridizuje s blízkou borovicí kadidlovou.
Samovolně se rozšiřuje semeny na opuštěnou zemědělskou půdu a do proluk po vykácených stromech. Místy jsou na nevyužitých územích zakládané nové plantáže, kde se vysazují předpěstované sazenice pro následnou těžbu stromů k průmyslovému využití. U borovice ježaté lze tudíž do budoucna předpokládat stoupající populační trend. IUCN ji považuje za taxon, jemuž nehrozí nebezpečí a v hodnocení je zařazena mezi málo dotčené druhy (LC).